# Fourth Dimension
A Fourth Dimension a Stratovarius nevű finn power metal együttes 4. nagylemeze.
1995-ben került a piacra, a rajta található összes számot Timo Tolkki írta.
Ez az első olyan Strato album, amelyiken Timo Kotipelto énekel, valamint az utolsó, amelyen Tuomo Lassila hallható a dobok mögött, és Antti Ikonen a billentyűknél.

## A lemez tartalma
- 1. Against the Wind – 3:48
- 2. Distant Skies – 4:10
- 3. Galaxies – 5:01
- 4. Winter – 6:32
- 5. Stratovarius – 6:22
- 6. Lord of the Wasteland – 6:10
- 7. 030366 – 5:47
- 8. Nightfall – 5:09
- 9. We Hold the Key – 7:53
- 10. Twilight Symphony – 7:00
- 11. Call of the Wilderness – 1:30

## A zenekar felállása
- Timo Tolkki (gitár, háttérének)
- Timo Kotipelto (ének)
- Jari Kainulainen (basszusgitár)
- Antti Ikonen (billentyűk)
- Tuomo Lassila (dobok)